# Панду

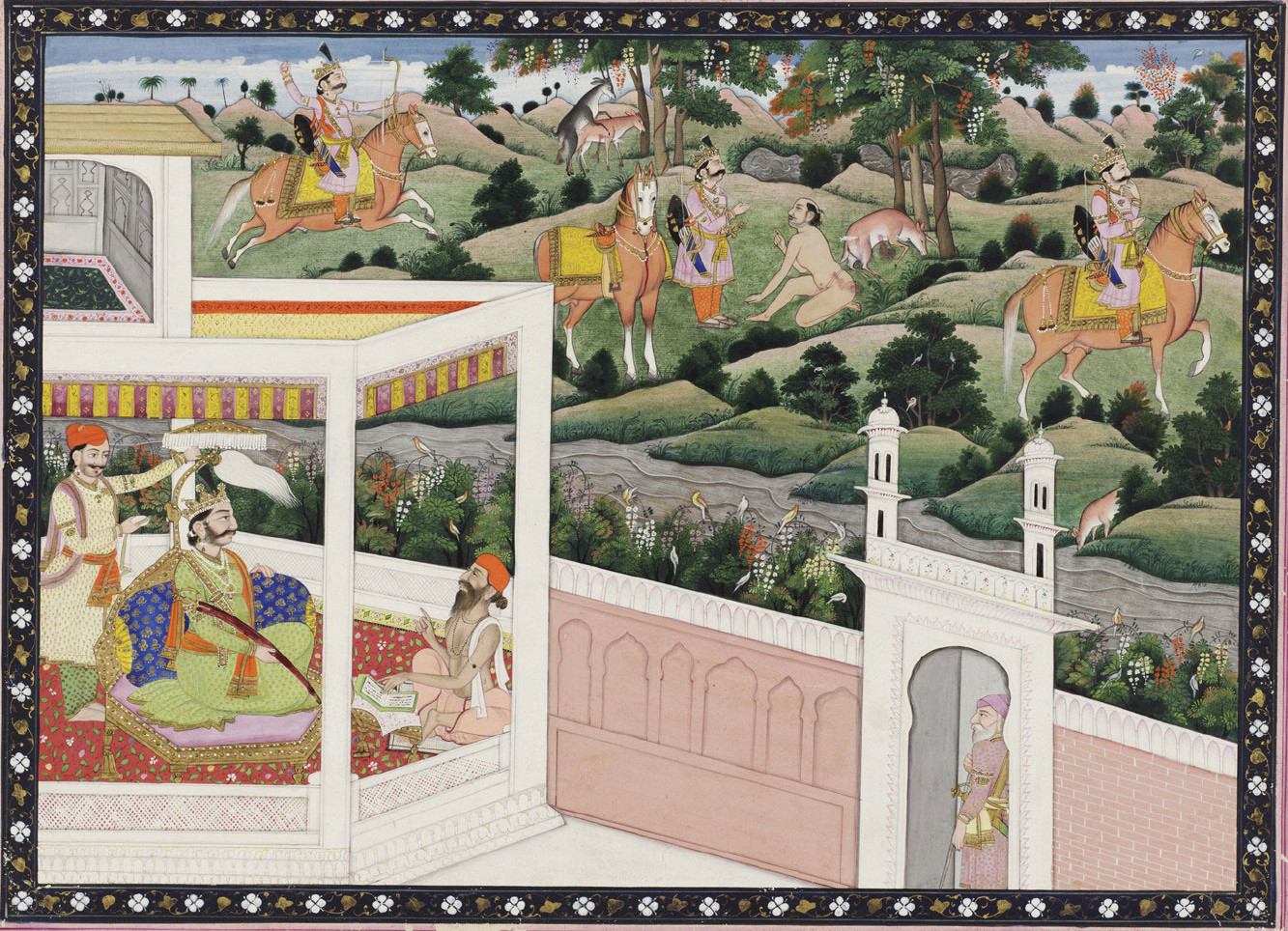
Панду стреляет в мудреца Киндаму, принявшего образ оленя

Па́нду (санскр. पाण्‍डु) — персонаж древнеиндийского эпоса «Махабхарата», сын Амбалики от Вьясы, официально является сыном Вичитравирьи. Известен как отец Пандавов.

## Легенды
После смерти Вичитравирьи его мать Сатьявати послала за своим первенцем Вьясой, чтобы тот по обычаю нийога (в европейской традиции — левират от лат. levir — деверь) ради продолжения царского рода зачал детей вдовам Вичитравирьи — Амбике и Амбалике. Из-за того, что Амбалика побледнела от страха, увидев безобразного лесного отшельника Вьясу, её сын родился белокожим и получил имя Панду («бледный»).
Панду был могучим воином и искусным лучником. Он был помазан на царство Кауравов, так как его старший брат Дхритараштра родился слепым. Воинственный Панду расширил пределы державы Кауравов, покорив окрестные царства: Каши, Ангу, Вангу, Калингу, Магадху и дашарнов.
Первую жену, Кунти, Панду добыл на сваямваре,  а вторую, Мадри, ему привез его дядя Бхишма, заплатив за нее огромное богатство. Как-то, охотясь в лесу, Панду случайно застрелил мудреца-риши, принявшего образ оленя. Умирая, гневный риши успел проклясть царя: как только он вступит в половую связь с женой, сразу умрёт.
Кунти воспользовалась даром мудреца Дурвасы и призвала богов, чтобы те зачали ей детей (Юдхиштхиру от Дхармы, Бхимасену от Ваю, Арджуну от Индры), а также поделилась этим даром с Мадри, которая родила близнецов Накулу и Сахадеву от близнечных божеств Ашвинов. Так на свет появились пятеро братьев — Пандавов.
После 15 лет воздержания Панду воспылал страстью к Мадри и умер от действия своего проклятия, пытаясь вступить в соитие с ней. Мадри, охваченная раскаянием, совершила самосожжение на погребальном костре мужа после ожесточённых пререканий с Кунти, которая также претендовала на эту честь. В результате Кунти осталась растить юных Пандавов. После смерти Панду царём Хастинапура становится слепой Дхритараштра, после чего из-за неясности линии престолонаследия разгорается вражда между Пандавами и сыновьями Дхритараштры Кауравами, которая составляет основу «Махабхараты».